# Tombeek
Tombeek is een dorp in de Belgische provincie Vlaams-Brabant en onderdeel van de gemeente Overijse. Het is gelegen naast de provincie Waals-Brabant. Tombeek behoort tot het gerechtelijk arrondissement Brussel. De officiële taal is het Nederlands. 
Het dorp Tombeek ligt aan de rivier de Laan en wordt omringd door de Venusberg en de Walenberg. Het werd gevestigd aan de kruising van de oude verbinding tussen Brussel en Waver, nog steeds de Waversesteenweg geheten nu en de Laan.
De eerste bewoning dateert uit de Gallo-Romeinse periode. De naam bevat 'tomme' of 'tombe', wat afkomstig is van Tumulus, een grafheuvel. In de 12e eeuw bouwt het geslacht van der Deckt het kasteel Ter Deck in het dorp, het resterende gebouw stamt uit de 16e eeuw. Ook het geslacht de Tumbeca heeft zijn oorsprong in het dorp.

## Bezienswaardigheden
- De Sint-Bernarduskerk.
- Het sanatorium Joseph Lemaire, van 1936 tot 1937 gebouwd en in 1937 in gebruik genomen, is een kuuroord voor tbc-patiënten, veelal arbeiders. Het modernistisch gebouw is een ontwerp van Maxime Brunfaut.
- Het Kasteel Bisdom
- De Tombeekmolen
- Het Kasteel ter Deck
- De Pijlerkapel

## Natuur en landschap
Tombeek ligt aan de Laan op een hoogte van 44-87 meter. In het zuidwesten vindt men het Steenpoelbos. Tombeek ligt vlak bij het Waals Gewest waar zich het Grand Bois de Bilande bevindt in de gemeente Wavre.

## Nabijgelegen kernen
Terlanen, Overijse, Wavre, Rosières, Bierges